# (37235) 2000 WP155
2000 WP155 (asteroide 37235) é um asteroide da cintura principal. Possui uma excentricidade de 0.17685620 e uma inclinação de 5.95650º.
Este asteroide foi descoberto no dia 30 de novembro de 2000 por LINEAR em Socorro.